# Плазмодезма
Плазмодезмите представляват каналчета в растителните клетки, които свързват една с друга отделните клетки в растителната тъкан. Те преминават през клетъчната мембрана и клетъчната стена на отделните клетки и ги свързват. Плазмодезмите се срещат само в растителните клетки. С тяхна помощ могат да се пренасят различни вещества, необходими за развитието на клетките.